# Bélgica en los Juegos Olímpicos de Oslo 1952
Bélgica estuvo representada en los Juegos Olímpicos de Oslo 1952 por un total de 9 deportistas que compitieron en 3 deportes.  
El equipo olímpico belga no obtuvo ninguna medalla en estos Juegos.